# Daouda Dia
 (novembre 2023).
Si vous disposez d'ouvrages ou d'articles de référence ou si vous connaissez des sites web de qualité traitant du thème abordé ici, merci de compléter l'article en donnant les références utiles à sa vérifiabilité et en les liant à la section « Notes et références ».
Pour les articles homonymes, voir Daouda et Dia.
Daouda Dia est un homme politique sénégalais, ministre de l'élevage et des productions animales depuis octobre 2023 et maire de la commune d'Orkadiere.